# Joshua Dugan

a Compétitions nationales et continentales officielles uniquement.

b Matchs officiels uniquement.
Joshua Dugan dit Josh Dugan, né le 10 mai 1990 à Tuggeranong (Australie), est un joueur de rugby à XIII australien évoluant au poste d'arrière, de centre ou de demi d'ouverture. Il fait ses débuts en National Rugby League (« NRL ») avec les Raiders de Canberra lors de la saison 2009 puis a rejoint en 2013 aux Dragonns de St. George Illawarra . Il a également revêtu le maillot de la sélection du « Country » lors du City vs Country Origin depuis 2010 ainsi que la Nouvelle-Galles du Sud pour le State of Origin, enfin il a également été appelé en sélection d'Australie avec laquelle il a participé au Tournoi des Quatre Nations 2016.

## Palmarès
- Collectif :
  - Vainqueur de la Coupe du monde : 2017 (Australie).
  - Vainqueur du Tournoi des Quatre Nations : 2016 (Australie).
  - Vainqueur du State of Origin : 2014 (Nouvelle-Galles du Sud).
  - Vainqueur du City vs Country Origin : 2010 et 2011 (Country).

### En sélection

#### Coupe du monde
| Édition        | Rang      | Résultats pays | Résultats Dugan | Matchs Dugan |
| -------------- | --------- | -------------- | --------------- | ------------ |
| Australie 2017 | Vainqueur | 6 v, 0 n, 0 d  | 5 v, 0 n, 0 d   | 5/6          |

#### Détails en sélection
| Matchs internationaux de Joshua Dugan | Matchs internationaux de Joshua Dugan | Matchs internationaux de Joshua Dugan | Matchs internationaux de Joshua Dugan | Matchs internationaux de Joshua Dugan | Matchs internationaux de Joshua Dugan | Matchs internationaux de Joshua Dugan | Matchs internationaux de Joshua Dugan | Matchs internationaux de Joshua Dugan | Matchs internationaux de Joshua Dugan | Matchs internationaux de Joshua Dugan | Matchs internationaux de Joshua Dugan |
|                                       | Date                                  | Adversaire                            | Résultat                              | Compétition                           | Poste                                 | Points                                | Essais                                | Pen.                                  | Drops                                 |                                       |                                       |
| ------------------------------------- | ------------------------------------- | ------------------------------------- | ------------------------------------- | ------------------------------------- | ------------------------------------- | ------------------------------------- | ------------------------------------- | ------------------------------------- | ------------------------------------- | ------------------------------------- | ------------------------------------- |
| sous les couleurs de l'Australie      |                                       |                                       |                                       |                                       |                                       |                                       |                                       |                                       |                                       |                                       |                                       |
| 1.                                    | 2 mai 2015                            | Nouvelle-Zélande                      | 12-26                                 | ANZAC Test                            | Ailier                                | -                                     | -                                     | -                                     | -                                     |                                       |                                       |
| 2.                                    | 6 mai 2016                            | Nouvelle-Zélande                      | 16-0                                  | ANZAC Test                            | Centre                                | -                                     | -                                     | -                                     | -                                     |                                       |                                       |
| 3.                                    | 15 octobre 2016                       | Nouvelle-Zélande                      | 26-6                                  | Amical                                | Centre                                | -                                     | -                                     | -                                     | -                                     |                                       |                                       |
| 4.                                    | 28 octobre 2016                       | Écosse                                | 54-12                                 | Quatre Nations                        | Centre                                | 4                                     | 1                                     | -                                     | -                                     |                                       |                                       |
| 5.                                    | 13 novembre 2016                      | Angleterre                            | 36-18                                 | Quatre Nations                        | Centre                                | 4                                     | 1                                     | -                                     | -                                     |                                       |                                       |
| 6.                                    | 20 novembre 2016                      | Nouvelle-Zélande                      | 34-8                                  | Quatre Nations                        | Centre                                | 8                                     | 2                                     | -                                     | -                                     |                                       |                                       |
| 7.                                    | 5 mai 2017                            | Nouvelle-Zélande                      | 30-12                                 | ANZAC Test                            | Centre                                | 4                                     | 1                                     | -                                     | -                                     |                                       |                                       |
| 8.                                    | 27 octobre 2017                       | Angleterre                            | 18-4                                  | Coupe du monde                        | Centre                                | 4                                     | 1                                     | -                                     | -                                     |                                       |                                       |
| 9.                                    | 3 novembre 2017                       | France                                | 52-6                                  | Coupe du monde                        | Centre                                | 4                                     | 1                                     | -                                     | -                                     |                                       |                                       |
| 10.                                   | 17 novembre 2017                      | Samoa                                 | 46-0                                  | Coupe du monde                        | Centre                                | -                                     | -                                     | -                                     | -                                     |                                       |                                       |
| 11.                                   | 24 novembre 2017                      | Fidji                                 | 54-6                                  | Coupe du monde                        | Centre                                | -                                     | -                                     | -                                     | -                                     |                                       |                                       |
| 12.                                   | 2 décembre 2017                       | Angleterre                            | 6-0                                   | Coupe du monde                        | Centre                                | -                                     | -                                     | -                                     | -                                     |                                       |                                       |

### En club

#### Statistiques
| Saison | Club                         | Compétition           | Matchs | Points | Essais | Goals | Drops |
| ------ | ---------------------------- | --------------------- | ------ | ------ | ------ | ----- | ----- |
| 2009   | Canberra Raiders             | National Rugby League | 16     | 14     | 1      | 5     | 0     |
| 2010   | Canberra Raiders             | National Rugby League | 23     | 52     | 13     | 0     | 0     |
| 2011   | Canberra Raiders             | National Rugby League | 13     | 24     | 6      | 0     | 0     |
| 2012   | Canberra Raiders             | National Rugby League | 17     | 29     | 6      | 2     | 1     |
| 2013   | Canberra Raiders             | National Rugby League | 1      | 0      | 0      | 0     | 0     |
| 2013   | St. George Illawarra Dragons | National Rugby League | 10     | 46     | 6      | 11    | 0     |
| 2014   | St. George Illawarra Dragons | National Rugby League | 18     | 40     | 10     | 0     | 0     |
| 2015   | St. George Illawarra Dragons | National Rugby League | 22     | 36     | 7      | 4     | 0     |
| 2016   | St. George Illawarra Dragons | National Rugby League | 17     | 8      | 2      | 0     | 0     |
| 2017   | St. George Illawarra Dragons | National Rugby League | 17     | 16     | 3      | 2     | 0     |
| Total  | Total                        | Total                 | 154    | 269    | 55     | 24    | 1     |